# Grigorij Ivanovič Lisanevič
Grigorij Ivanovič Lisanevič (rusko Григо́рий Ива́нович Лисане́вич), ruski general, * 1756, † 1832.
Bil je eden izmed pomembnejših generalov, ki so se borili med Napoleonovo invazijo na Rusijo; posledično je bil njegov portret dodan v Vojaško galerijo Zimskega dvorca.

## Življenje
6. decembra 1771 je vstopil v vojaško službo in sicer v Elisavetgradski kopjeniški polk. Leta 1773 se je udeležil bojev proti Turkom in 15. aprila 1775 je bil povišan v adjutanta s podporočniškim činom. 
V letih 1777, 1778 in 1782 se je boril proti krimskim Tatarom, v letih 1787–91 proti Turkom, leta 1792 ter 1794 proti Poljakom. 2. septembra 1799 je bil povišan v polkovnika. 
10. julija 1803 je postal poveljnik Elisavetgradskega huzarskega polka, s katerim se je udeležil francoske kampanje leta 1805–07. 12. decembra 1807 je bil povišan v generalmajorja in 6. januarja naslednje leto je postal poveljnik Čugujevskega kozaškega polka. V letih 1809–11 se je ponovno boril proti Turkom.
Med veliko patriotsko vojno se je izkazal, tako da je bil 30. avgusta 1814 povišan v generalporočnika in imenovan za poveljnika 3., pozneje 2. ulanske divizije. 
Na lastno željo je bil upokojen 24. januarja 1820.